# Донченко Юрій Григорович
Донченко Юрій Григорович — український політик. Народився 18 жовтня 1953 року в м. Луганську. 

## Життєпис
В 1976 році закінчив Ворошиловградський машинобудівний інститут, у 1999 році — Національну юридичну академію ім. Ярослава Мудрого.
Після закінчення інституту працював майстром філіалу заводу “Червоний екскаватор”, служив у Збройних Силах СРСР, працював майстром виробничого об'єднання “Ворошиловградський тепловозобудівний завод”, вченим секретарем обласного правління науково-технічного товариства машинобудівної промисловості, інструктором Ворошиловградської обласної ради профспілок, інструктором Ленінського райкому Компартії України м. Ворошиловграда, заступником завідуючого соціально-економічним відділом Луганського міськкому Компартії України, заступником голови Луганського обкому профспілок працівників автотранспорту та шляхового господарства.

## Політична діяльність
З 1994 по 1998 — Народний депутат України 2-го скликання, обраний по виборчому округу № 259, Луганська область. Працював секретарем Комісії (надалі — Комітету) Верховної Ради України з питань соціальної політики та праці.
З 1998 по 2002 — Народний депутат України 3-го скликання, обраний по виборчому округу № 113, Луганська область. Був першим заступником голови Комітету Верховної Ради України з питань соціальної політики та працію. З 2000 року — працював головою підкомітету з питань захисту прав споживачів, проблем споживчого ринку та повернення заощаджень населенню Комітету Верховної Ради України з питань соціальної політики та праці.
Є автором більш ніж 50 законів України та постанов Верховної Ради України з питань соціального захисту громадян України.
Після припинення повноважень народного депутата України з 2002 року й до призначення в лютому 2004 року членом Центральної виборчої комісії — заступник директора виконавчої дирекції Фонду соціального страхування з тимчасової втрати працездатності.
З лютого 2004 — член Центральної виборчої комісії.

## Звання
- Заслужений юрист України (з червня 2006).